# Zwartkopsoldatenspreeuw
De zwartkopsoldatenspreeuw (Leistes  militaris, synoniem: Sturnella  militaris) is een zangvogel uit de familie Icteridae (troepialen). Het is een donkere tot bruine vogel van zo'n 19 centimeter van snavelpunt tot staartuiteinde. Hij heeft een opvallende rode borst.

## Kenmerken
De zwartkopsoldatenspreeuw is circa 19 cm lang en heeft een gewicht van 40-48 gram. De mannetjes zijn groter dan de vrouwtjes. Het mannetje heeft een voornamelijk zwart verenkleed, afgezien van een heldere rode keel, buik en een rode vlek op de voorvleugel. Dit opvallende kleed geeft aanleiding tot de soortaanduiding militaris en de naam "soldatenspreeuw".
Het verenkleed van het vrouwtje bestaat aan de bovenzijde uit donkere veren met een lichtere zoom. De onderdelen hebben diezelfde lichtere kleur, met een roodachtige gloed. Vrouwtjes hebben een bleke oogstreep en een bleke streep over de kruin. Jonge dieren lijken op het vrouwtje, maar zijn bleker en missen de roodachtige tint op de onderdelen.
De soort is nauw verwant aan de witbrauwsoldatenspreeuw (L. superciliaris) die verder naar het zuiden broedt, en vroeger werd beschouwd als een ondersoort van de zwartkopsoldatenspreeuw. De mannelijke witbrauwsoldatenspreeuw is gemakkelijk te onderscheiden door de heldere witte streep boven de ogen, maar vrouwelijke dieren van beide soorten zijn nagenoeg identiek. De vrouwelijke soldatenspreeuw is kleiner en heeft kortere vleugels dan de verwant, met meer rood en minder strepen op de onderdelen.

## Leefwijze
Deze vogel voedt zich voornamelijk met insecten en sommige zaden, waaronder rijst, en foerageert op de grond als een bobolink.

## Broedgedrag
De zwartkopsoldatenspreeuw bouwt een diep met gras bekleed open nest op de grond, omzoomd door hoog gras, vaak met meerdere nesten dicht bij elkaar. Het broedsel bestaat uit twee tot vier roodbruine eieren.

## Verspreiding en leefgebied
De soldatenspreeuw is inheems in zuidwestelijke Costa Rica en Trinidad, zuidelijk en noordoostelijk Peru en Brazilië. Er zijn waarnemingen bekend in Suriname en in Nicaragua. Net als andere weidespreeuwen is het een vogel met een voorliefde voor open land, met inbegrip van vochtige graslanden en weiden, bij voorkeur met bosjes of hekken om te gebruiken als een zangpost.
De zwartkopsoldatenspreeuw heeft geprofiteerd van de verwijdering van bos en de opkomst van veeteelt en het daardoor gecreëerde open leefgebied, en breidt zich uit.